# 舊萊泰亞鄉

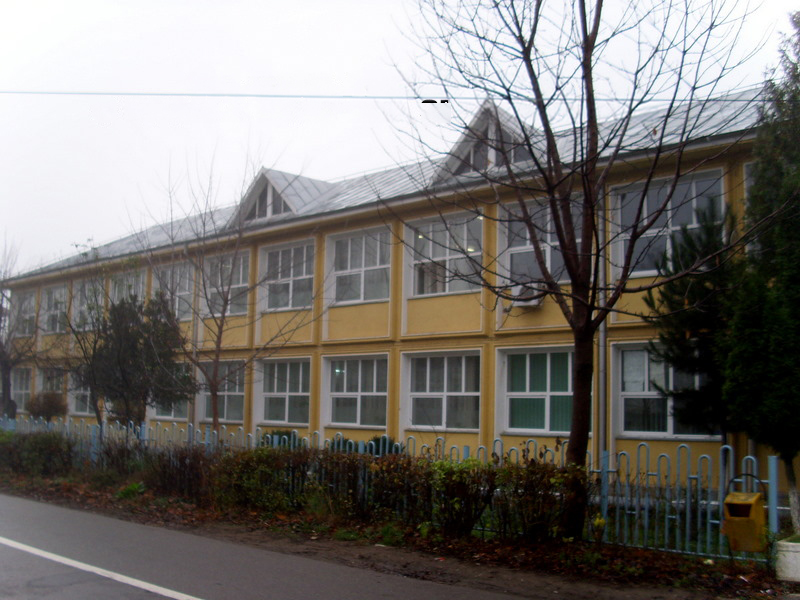

46°33′N 26°57′E / 46.550°N 26.950°E
舊萊泰亞鄉（羅馬尼亞語：Comuna Letea Veche, Bacău），是羅馬尼亞的鄉份，位於該國東北部，由巴克烏縣負責管轄，面積40平方公里，海拔高度153米，2007年人口5,657，人口密度每平方公里141人。